# Cristianesimo e islam
Il cristianesimo e l'islam sono le due religioni con il maggiore numero di fedeli e condividono una comune tradizione storica, con alcune maggiori differenze teologiche. Le due fedi condividono lo stesso luogo d'origine, il Vicino Oriente, e i rispettivi fedeli considerano la propria fede monoteistica.
Esse presentano sia elementi comuni, come ad esempio il monoteismo e la tradizione biblica, che differenze tra i quali la concezione della Trinità e il ruolo di Gesù.
Sia il cristianesimo che l'islam si pongono nel solco delle religioni abramitiche assieme all'ebraismo. Abramo costituisce infatti un importante elemento di congiunzione tra le tre religioni: come figli di Abramo, ebrei, cristiani e musulmani sono spiritualmente uniti, pur nella presenza di numerose differenze.

## Analogie e differenze

### Monoteismo
Entrambe le religioni credono in un unico Dio. la cui Parola è veicolata da un testo scritto.
Nell'esperienza cristiana di Dio risaltano alcune caratteristiche fondamentali: innanzitutto, esiste un solo Dio, creatore di tutta la realtà e signore della storia. Dio è inoltre “Padre misericordioso”, che si rivela in Gesù Cristo: in questo dono, Dio scende volontariamente nella condizione dell'uomo per avvicinarlo alla salvezza.
Il credo centrale del cristianesimo è, con l'eccezione dei movimenti non trinitari, la fede nel Dio uno e trino. Se già nell'Antico Testamento Dio manifesta una sua volontà di relazione con l'uomo, ad esempio tramite l'invio di angeli e della Legge, questa volontà si esprime pienamente nel Nuovo Testamento, nel quale Gesù fa da intermediario con il Padre e ne offre, come Figlio, la piena rivelazione. Da questo punto di vista, per il cristiano la comunione con il Padre non si realizza più semplicemente con l'obbedienza alla Legge, ma con l'imitazione di Gesù. La rivelazione piena di Dio all'uomo non è peraltro limitata al tempo circoscritto della vita pubblica di Gesù, ma è resa permanente grazie al dono dello Spirito Santo che rende questa rivelazione presente nella storia e nelle vicende umane.
I teologi cristiani sottolineano come la Trinità non si sostanzia in tre dèi, ma nell'unica opera dell'unico di Dio in intimo movimento. Padre, Figlio e Spirito Santo sono infatti le tre ben distinte ipostasi nei quali si esprime l'azione salvifica di Dio, come espresso nella triplice benedizione di san Paolo: «La grazia del Signore Gesù Cristo, l'amore di Dio e la comunione dello Spirito Santo siano con tutti voi» (Seconda lettera ai Corinzi, 13,13). L'unico Dio per i cristiani non è quindi un Dio solitario, ma ha nella sua natura il rapporto, la dedizione e l'amore.
Il Corano si riferisce alle persone che riconoscono il Monoteismo (Tawḥīd), pur non abbracciando la religione islamica, come alla Gente del Libro. Fra queste genti si annoverano cristiani ed ebrei.
Per l'islam Dio (Allah) è Uno (wāḥid) e Unico (āḥad). Il concetto dell'Unità di Dio (Tawḥīd) è al centro della fede islamica. Essendo, per l'islam, Gesù un profeta - ma non Dio egli stesso - facente parte di una progressiva rivelazione monoteista (che per i musulmani termina con Maometto, definito Khāṭim al-anbiyāʾ o Sigillo dei profeti) egli non può essere venerato, né gli possono essere rivolte preghiere; è da inquadrare in questa credenza anche il divieto di rappresentare o idolatrare lo stesso profeta dell'islam. La Trinità, spezzando il Tawḥīd, risulta inaccettabile per l'islam (come anche per l'ebraismo) che rifiuta ogni "associazione" a Dio (lā šārik la-Hu, "Non c'è chi gli si [possa] associ[are]". Lo Spirito Santo è identificato con l'Angelo Jibrīl, che nell'islam non ha alcun attributo di divinità; è invece incaricato di trasmettere la Rivelazione ai profeti.

### Gesù
Entrambe le religioni credono nel ritorno di Gesù alla fine dei tempi.
Gesù Cristo costituisce il centro della fede cristiana, espressa nel Simbolo apostolico e fondata sul Nuovo Testamento. Per il cristianesimo, Gesù è il mediatore di una Nuova Alleanza con l'umanità, redenta dal suo donarsi e sacrificarsi sulla croce, che rende definitivamente visibile l'amore di Dio. L'annuncio cristiano di salvezza ha poi il suo fondamento nell'evento della Risurrezione, che precede la l'Ascensione al Cielo. Per il cristianesimo, la fine dei tempi sarà infine segnata dalla Seconda venuta (parusia), cioè dal ritorno e dalla piena manifestazione di Gesù come Signore della storia.
Per l'islam, Gesù è profeta (nabī), messaggero (rasūl), Messia (al-Masīḥ) e musulmano, cioè sottomesso alla volontà di Dio - che nell'islam non si incarna né in Cristo, né in nessun altro profeta. Il Corano gli tributa numerosi titoli onorifici come ʿabd Allāh (servo di Dio), mubārak (benedetto), wajih (meritorio di stima in questo mondo e nell'altro), ma respinge l'ipotesi che egli sia Dio.

### Isacco ed Ismaele
La religione giudeo-cristiana innanzitutto si rifà ad Abramo attraverso Isacco, l'erede che Dio stesso ha scelto e fatto crescere nel ventre di Sara. L'islam si riferisce a Ismaele, che Dio ha donato ad Abramo perché il vecchio chiedeva una discendenza ma, pur essendo Ismaele il primogenito, egli non fu il prescelto da Dio.
Nel Corano viene sottolineata l'importanza di Ismaele: il racconto biblico e quello coranico del Sacrificio di Isacco sono sovrapponibili, con la fondamentale differenza che nel Corano è Ismaele a venire sacrificato, non Isacco.

### Conoscibilità di Dio
Per il cristianesimo Dio si è rivelato in Cristo. Egli è "l'irradiazione della gloria del Padre e l'impronta della Sua sostanza" (Lettera agli Ebrei 1,3): cioè in Cristo Dio ha voluto farsi conoscere, e i Suoi gesti e le Sue parole ci svelano chi è Dio. "Chi ha visto me ha visto il Padre" (Giovanni 14,9), afferma Gesù stesso.
Nella Bibbia Dio entra nella storia (libera il popolo ebraico dalla schiavitù in Egitto e lo conduce alla Terra promessa); si presenta all'uomo anche come Padre, a Lazzaro addirittura come amico; consegna all'uomo il comandamento dell'amore.
Per l'islam, Dio è l'Entità Trascendente, eterno e assolutamente Uno. Incomparabile, non ha generato, né è stato generato ed esiste oltre lo spazio e il tempo. La concezione islamica di Dio è universale, non legata cioè a una tribù, un popolo o a una personalità, poiché "in verità Allah basta a Se stesso, non ha bisogno del creato" Per questo l'islam si considera come una fede annunciata, nel corso dell'esistenza umana, da numerosi profeti come Abramo, Mosè, Ismaele e Gesù, sebbene il loro messaggio sia stato distorto dal corso del tempo e dalla malizia degli uomini. Per i musulmani il ciclo profetico si chiude con Maometto, definito per questo Sigillo dei Profeti (khātim al-anbiyāʾ)
Due concezioni di Dio diverse, il cui messaggio è veicolato da due libri diversi: dettato, il Corano; ispirata, la Bibbia.

### Peccato originale
L'Antico Testamento mette in evidenza la bontà della creazione e dell'uomo. Con la vicenda di Adamo ed Eva la Bibbia evidenzia però una frattura che si viene a creare tra questi e Dio, come conseguenza di una libera decisione che porta al rifiuto di riconoscersi come creatura e si sostanzia, essenzialmente, come una mancanza di fede. Questa frattura porta Adamo ed Eva alla perdita della loro condizione originaria, di per sé buona. Il racconto dell'Antico Testamento offre una spiegazione teologica ai perché posti all'uomo dal dolore, dal peccato e dalla morte.
La concezione di peccato originale (vitium originis) risale a Tertulliano, che per primo coniò il termine, ma ha trovato la sua piena formulazione in epoca più tarda, con Sant'Agostino (III-IV secolo). Per Sant'Agostino, prima del peccato originale l'uomo poteva non peccare; dopo, si trova invece nella sostanziale incapacità di non peccare. Questa concezione riecheggia gli scritti di San Paolo, mentre nei Vangeli e negli Atti degli Apostoli la parola “peccato” viene citata solo in relazione all'opera salvifica di Gesù e al suo perdono.
Nel cattolicesimo il peccato originale non ha alcun carattere di colpa personale, ma riguarda la natura umana specifica. Per questo invita al battesimo, in modo da ricevere il dono della grazia di Gesù, nuovo Adamo, e poter volgersi con nuova forza verso Dio.
Nel Corano, Adamo ed Eva si pentono del loro peccato e vengono perdonati:
- O Signor nostro, abbiamo mancato contro noi stessi. Se non ci perdoni e non hai misericordia di noi, saremo certamente tra i perdenti". (al-Aʿrāf, 23)
- :Adamo ricevette parole dal suo Signore e Allah accolse il suo [pentimento]. In verità Egli è Colui che accetta il pentimento, il Misericordioso" (al-Baqara, 37)

Nell'islam, quindi, non può trovare terreno la concezione di un Dio che sacrifica il proprio figlio unigenito per salvare gli uomini dal peccato di Adamo ed Eva, poiché questi ultimi sono già stati perdonati. Anche la perdita della condizione originaria dell'intera umanità in conseguenza del peccato originale non è accettata:
- Non è stato informato di quello che contengono i fogli di Mosè e quelli di Abramo, uomo fedele? Che nessuno porterà il fardello di un altro? (al-Najm, 37-38)

Secondo la concezione islamica, l'uomo - come del resto la Creazione - nasce fondamentalmente buono, in forza del patto stretto fra Dio e Adamo, considerato il primo profeta dell'islam.

### Fonti della rivelazione
Per i cristiani la rivelazione di Dio è avvenuta attraverso Gesù Cristo, la Parola del Padre. La Sua rivelazione è custodita nei libri sacri dell'Antico e del Nuovo Testamento.
Per i musulmani, il Corano racchiude l'ultima manifestazione del volere di Dio, il quale lo ha dettato, attraverso l'intermediazione di Gabriele, a Maometto; per questo motivo il Corano è considerato Parola di Allāh (kalimat Allāh). Dettato in arabo, l'atto stesso della sua recitazione in tale lingua è considerata una forma importante di adorazione. Per l'interpretazione, invece, si possono utilizzare le traduzioni e i tafsir.
Per l'islam, i libri della Tōrāh ( Tawrā ) e la figura di Cristo, nella narrazione dei Vangeli ( Inǧīl ), sono divinamente ispirati ma travisati. La discesa del Corano però completa le Rivelazioni precedenti.
Secondo l'islam, il Corano è creato prima dell'uomo e dettato da Dio a diversi profeti, come Adamo, Abramo, ʿĪsā e, ultimo e più grande, Maometto. Ma è sempre uguale a se stesso, immutato, né è mutabile (e quindi sostanzialmente non è traducibile dall'arabo). Questo perché l'uomo dimentica e distorce il messaggio, sicché questo deve essere reiterato.

### Vocazione dell'uomo
Per il cristianesimo la vocazione dell'uomo è conoscere, amare e servire Dio Padre.
Per i cattolici e gli ortodossi esistono due tipi di vocazione nella vita del fedele cristiano, che corrispondono ai sacramenti del matrimonio o l'ordinazione religiosa e in genere a tutti gli stati di vita consacrata (sacerdoti, suore, ecc.). In questo caso il fedele è chiamato a vivere la propria vocazione, ossia percorrere la strada che Dio gli ha proposto. La vocazione alla vita religiosa si basa sui tre consigli evangelici: Povertà, Castità, Obbedienza. Erroneamente da come si pensi, la vocazione cristiana non è intesa solo come vocazione religiosa, ma è vista come una "chiamata" ad ogni singolo credente, nel vivere la vita sugli insegnamenti di Dio. Per l'islam il dovere dell'uomo è riconoscere l'autorità di Dio al fine di ottenere la salvezza nella vita dopo la morte, la pace interiore e la concordia nei rapporti interpersonali. Il modo di realizzare questi obiettivi secondo l'islam è quello di mettere in pratica il Corano e non associare Dio a nessun altro.

### Persona e diritti
In alcuni paesi a maggioranza islamica la Dichiarazione universale dei diritti dell'uomo non è riconosciuta, in quanto ritenuta legata a un concetto occidentale di essere umano, mentre in ambito islamico l'uomo è comunque considerato assoggettato alla legge divina. Per questo Sudan, Pakistan, Iran e Arabia Saudita hanno elaborato una loro propria Dichiarazione islamica dei diritti dell'uomo.
Nell'islam il diritto va inteso come diritto della comunità (Umma), non della persona. L'islam non conosce la parola "persona", il suo sinonimo è fard (individuo). Il fard è parte integrante e dipendente della grande società islamica (Umma). Dentro la Umma egli ha diritti e doveri. Se abbandona la religione per ateismo o conversione a un'altra religione, perde tutti i suoi diritti, anzi, è passibile di morte. Perciò la fonte dei diritti nei paesi a maggioranza islamica è la comunità islamica e, in ultima analisi, essa è garante dei diritti e dei doveri che il Corano e la Legge islamica, la sharīʿa, riconoscono, concedono e negano.
Nella civiltà islamica la donna ha un ruolo sociale differenziato ma comunque inferiore rispetto a quello dell'uomo : la donna deve obbedire all'uomo, che deve saperla mantenere; l'unica maniera perché la donna ottenga il divorzio è provare che il marito non sappia mantenere la moglie, ovvero l'aver subìto gravi e immotivati maltrattamenti.
Nella società islamica, in base al principio al-walad li-l-firāsh, ossia "il figlio appartiene al letto (paterno)", il figlio della coppia "appartiene" all'uomo. 
e, nel caso di un matrimonio misto, qualora un uomo musulmano abbia sposato una donna non musulmana, se il padre decide di tornare nel suo paese natale, per la sua legge nazionale può prendere il figlio e imporgli una nuova residenza, a dispetto del divieto eventuale dell'atto nel paese non musulmano di appartenenza della moglie.

### Santi
Il concetto di santità ha un ruolo di primo piano nel cristianesimo. Il termine "santo" ha comunque, in tale ambito, una pluralità di significati. Nell'Antico Testamento si riferisce essenzialmente a Dio (il "Santo di Israele", Isaia 30,15) e indica il suo essere “totalmente altro”. Santo è inoltre ciò che appartiene all'influenza divina, come ad esempio l'Arca santa, e che è stato appositamente riservato.
Nel Nuovo Testamento Dio si rivela in Gesù e il termine santo acquisisce una nuova accezione. La Chiesa nasce infatti come “comunità dei santi”, cioè delle persone battezzate nella nuova fede. Paolo di Tarso nelle sue lettere si rivolge spesso ai suoi destinatari chiamandoli santi:
- “Paolo, apostolo di Gesù Cristo per volontà di Dio, ai santi che sono in Efeso, credenti in Cristo Gesù” (Lettera agli Efesini, 1,1[26])
- “A quanti sono in Roma diletti da Dio e santi per vocazione, grazia a voi e pace da Dio, Padre nostro, e dal Signore Gesù Cristo” (Lettera ai Romani, 1,7[27])

Con il passare dei secoli, il termine santo viene però progressivamente riservato solo a persone che hanno vissuto eroicamente la propria fede, a partire dai martiri. Nasce quindi il culto dei santi e il relativo processo di canonizzazione: nell'ambito della Chiesa cattolica si stima che il numero di santi e beati sia di circa diecimila.
Nel cristianesimo di oggi i santi sono intesi come esempi e modelli di vita cristiana. Non possono essere adorati ma, nel caso del cattolicesimo e di altre confessioni, è possibile chiedere la loro intercessione in quanto partecipano alla tradizione vivente della preghiera.
Nell'islam è presente la figura del Wali, ma l'"associazione" ad Allāh di qualsiasi altro essere (Shirk) è il più grave peccato:
- :(Corano 10:105): E [mi è stato ordinato]: «Sii sincero nella religione, non essere un associatore.
- (Corano 10:106) e non invocare, all'infuori di Allah, chi non ti reca né beneficio né danno. Se lo facessi, saresti uno degli ingiusti». (Sūrat Yūnus/Sūra di Giona)

L'associazione, infatti, non riguarda solo le altre divinità, ma qualsiasi presunto potere di "intercessione" nei confronti di Allāh. Sebbene esista la figura del sant'uomo musulmano (Wali), essa è diversa quella cristiana. Il Wali può venir considerato una persona di grande religiosità - e quindi un esempio per la comunità di fedeli - ma in nessun caso può essere venerato, né può essergli attribuito alcun potere di intercessione nei confronti di Allāh.

### Reliquie
Le reliquie sono un fenomeno presente in numerose religioni. Nel cristianesimo la loro natura è dibattuta fin dalle origini, ma hanno conosciuto una notevole resistenza nel tempo: fra le reliquie più importanti si ricordano alcune che potrebbero essere riconducibili alla vita di Gesù, come i chiodi della croce o la corona di spine. L'islam considera il culto delle reliquie una degenerazione della fede, e questo fenomeno generalmente non ha luogo se non in alcune zone dell'Africa e dell'India, per la probabile influenza dell'animismo e del politeismo.

### Religione e Stato
Per il cristianesimo il Concilio Vaticano II afferma, limitatamente al Cattolicesimo, che la missione propria che Cristo ha affidato alla sua Chiesa non è di ordine politico, economico e sociale: il fine, infatti che le ha prefisso è di ordine religioso (Gaudium et spes 42). È una convinzione che appare molto presto, già nella Lettera a Diogneto, uno scritto del II secolo, dove si dice che "i cristiani partecipano a tutto come cittadini e da tutto sono distaccati come stranieri" (5,5). È quello che troviamo almeno embrionalmente in Matteo 22,21: "Date a Cesare quello che è di Cesare e a Dio quello che è di Dio" o nell'affermazione di Gesù secondo cui "il mio regno non è di questo mondo" (Giovanni 18,36).
Malgrado la nascita degli Stati nazionali sia iniziata già nel X-XI secolo con l'inizio della disgregazione del califfato abbaside, lo sfaldamento dell'impero ottomano all'inizio del XX secolo favorì l'organizzazione di nuovi Stati costruiti sul modello nazionale occidentale, con l'adozione di diverse forme di governo. Nel quadro di questo processo più recente (che aveva però radici assai più antiche) i movimenti islamici radicali hanno tentato di recuperare il principio della non separabilità fra religione (dīn) e Stato (dunya). Una delle poche eccezioni è stata la Turchia dove furono aboliti il sultanato e il califfato ottomano e molte prescrizioni islamiche, istituendo la domenica come giorno di festa, il calendario occidentale, vietando l'uso del velo, adottando l'alfabeto occidentale ecc. e ciò fu sentito come una laicizzazione de-islamizzante. Ma a partire dalla prima metà del XX secolo gli ideologi del fondamentalismo hanno ribadito la non scindibilità di religione e Stato che è un principio di carattere etico che esorta il credente a operare appieno in questo mondo in accordo con i principi più profondi della religione rivelata, nella speranza di un premio ultraterreno: principio in base al quale ogni fedele islamico è soggetto alle leggi islamiche, anche a quelle di carattere civile, dovunque si trovi.

## Storia delle relazioni fra cristianesimo e islam
Riguardo ai musulmani e alla comune credenza nel Dio unico, dice la Chiesa cattolica: 
841 Le relazioni della Chiesa con i musulmani. «Il disegno della salvezza abbraccia anche coloro che riconoscono il Creatore, e tra questi in primo luogo i musulmani, i quali, professando di tenere la fede di Abramo, adorano con noi un Dio unico, misericordioso, che giudicherà gli uomini nel giorno finale».
Anche il Corano sancisce la vicinanza dei cristiani a Dio:
In verità, coloro che credono, siano essi giudei, nazareni o sabei, tutti coloro che credono in Allah e nell'Ultimo Giorno e compiono il bene riceveranno il compenso presso il loro Signore. Non avranno nulla da temere e non saranno afflitti.

## La ricerca teologica cristiana sull'islam

### Francesco d'Assisi: rispetto e comprensione

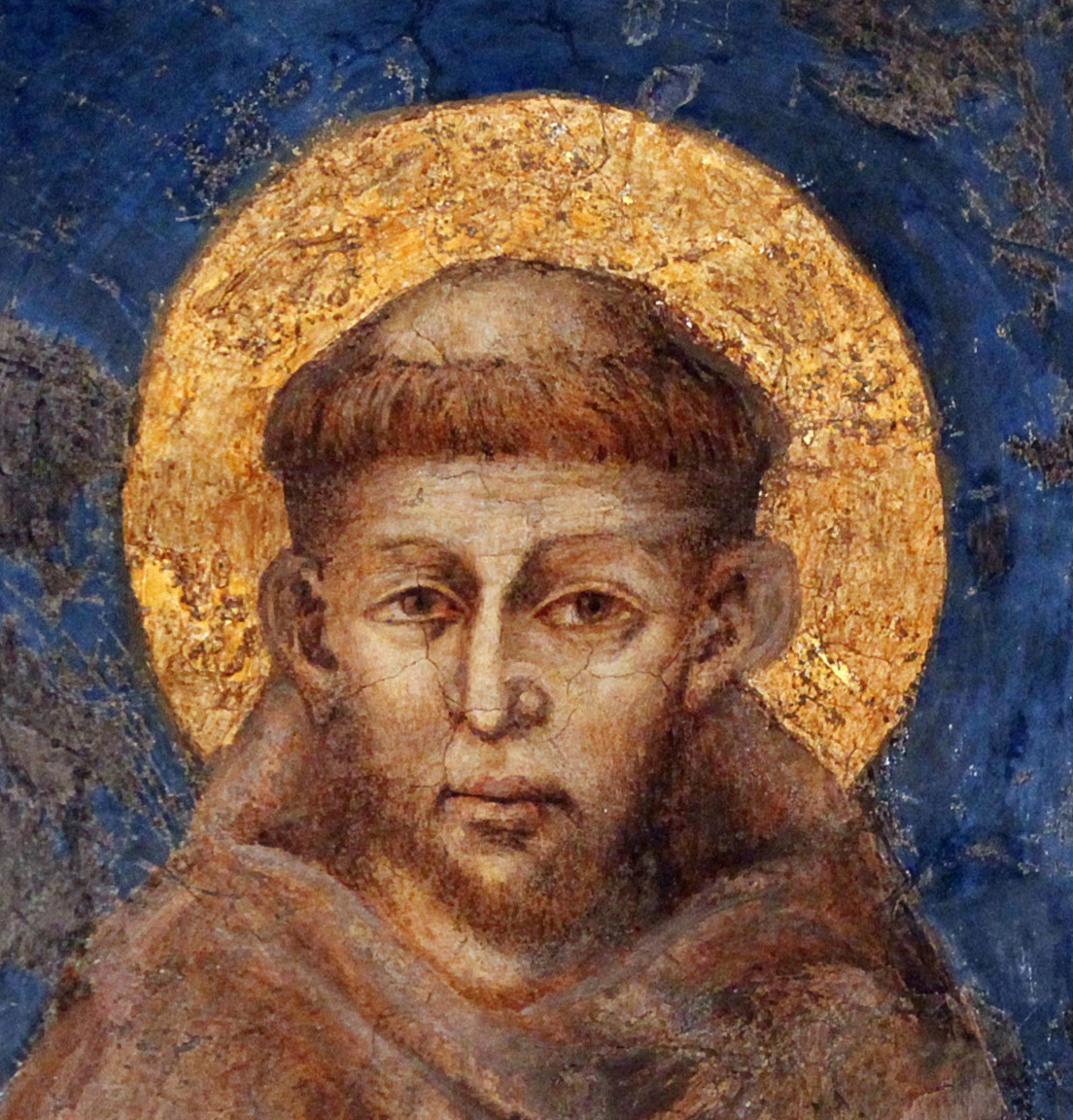
San Francesco

Francesco d'Assisi (1182-1226), nel 1219 si recò ad Ancona per imbarcarsi per l'Egitto e la Palestina: in occasione della quinta crociata voleva portare un messaggio cristiano di pace incontrandosi anche con i musulmani. Durante questo viaggio ottenne dal legato pontificio di poter incontrare lo stesso sultano ayyubide al-Malik al-Kāmil, nipote di Saladino, per potergli proclamare la Buona Novella e metter fine alle guerra fra cristiani e musulmani. Egli non riuscì nel suo intento, ma suscitò profonda ammirazione nel sultano che lo vide come un sant'uomo e lo trattò con rispetto: dopo aver offerto invano a Francesco numerose ricchezze, lo lasciò tornare incolume all'accampamento dei crociati.

### I precursori: 1900-1950
Le relazioni tra cristianesimo e islam nel XX secolo si fondano su una serie di esperienze pastorali che avvicinano e fanno conoscere il mondo musulmano alla Chiesa cattolica
Il Cardinal Lavigerie aveva fondato i Padri Bianchi nel 1869 e le Suore Bianche nel 1870 per un lavoro pastorale consacrato ai musulmani. 

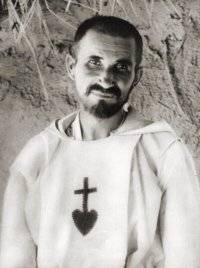
Foucauld

Charles de Foucauld (1858-1916) visse per 15 anni da eremita nel deserto dell'Algeria, assieme alle popolazioni musulmane tuareg. Nella sua esperienza, Foucauld sviluppa l'approccio della scoperta e dell'avvicinamento agli altri, in cui vede dei fratelli, senza volontà di giungere a  conversioni. 
Il P. Voillaume fondava I Piccoli Fratelli nel 1932 a El Abiodh Sidi Sheiks e Suor Maddalena apriva la prima fraternità delle Piccole Sorelle nel 1939 a Touggourt. Louis Massignon fonderà la Badaliya al Cairo nel 1947.
Ciascuna di queste correnti spirituali o missionarie dava il suo contributo di impegno per far sì che i musulmani e l'islam fossero trattati con rispetto, a causa del Vangelo, e della fraternità universale che esso implica.

### Una prima lettura teologica cristiana dell'islam: 1950-1965
La ricerca teologica cristiana(-cattolica) sull'islam ha inizio negli anni cinquanta, quando (grazie anche a p. Jean Daniélou) l'attenzione si sposta dai doni di Dio ai cattolici ai doni di Dio ai credenti delle altre religioni (islam compreso), partendo dall'esegesi dei personaggi biblici non ebrei: Melchisedec, Giobbe, la regina di Saba. Ciò permette una nuova lettura teologica della situazione, davanti a Dio, del credente musulmano.
Un secondo passo si ebbe con le ricerche di p. Henri de Lubac e Karl Rahner, che cancellarono la distinzione tra gli atti umani ispirati da Dio (detti "soprannaturali") e quelli dell'uomo lasciato alle sue forze (detti "naturali"), mostrando come ogni coscienza umana è sollecitata, dall'interno, dagli appelli di Dio. Ciò permise alla teologia cristiana di scoprire l'azione di Dio nel cuore della fedeltà dei non cristiani.
Il dibattito su una riflessione spirituale sull'islam venne iniziato da un testo di Charles Ledit, Mahomet, Israël et le Christ, che tentava di situare l'islam nella storia della salvezza come è letta dai cristiani, dando inizio al dibattito su una teologia cristiana dell'islam.

Yoakim Moubarac, sacerdote libanese maronita, allievo di Louis Massignon, con lo studio Abraham dans le Coran cercava a sua volta una nuova collocazione teologica dell'islam.

In Italia, il francescano Giulio Basetti Sani esprime la volontà di valorizzare il patrimonio musulmano, mentre in Germania P. Robert Caspar sottolineava la dimensione soprannaturale della fede e della ricerca religiosa dei musulmani.
La riflessione teologica cristiana sull'islam tra il 1950 e il 1965 si accompagna e si nutre di una rinnovata produzione islamologica. Louis Gardet nel 1948, con Georges Anawati, aveva scritto L'Introduction à la théologie musulmane ; nel 1954 pubblica La cité musulmane, divenuta un classico e tradotta in arabo a beneficio degli stessi musulmani. Tali testi permettevano ai cristiani di comprendere le categorie dell'islam a partire dall'interno stesso della tradizione musulmana. Nello stesso periodo lavorano, per pubblicare più tardi, Félix M. Pareja, W.M. Watt e Robert Caspar. Jean Mohamed Ben Abdejlil, marocchino diventato cristiano, pubblica Aspects intérieurs de l'islam, che introduce al messaggio spirituale espresso nella vita del credente ordinario e attraverso le prescrizioni quotidiane dell'islam.

### La novità del Concilio: 1965-XXi secolo
Il Concilio Vaticano II affronta l'islam e le altre religioni non cristiane nella Nostra aetate. Nel documento vengono fatti notare i punti di contatto tra i cristiani e i musulmani. Essi adorano l'unico Dio di Abramo; pur non riconoscendo Gesù come Dio, lo venerano come profeta, onorando anche la sua madre Maria. Inoltre "hanno in stima la vita morale, e rendono culto a Dio soprattutto con la preghiera, le elemosine e il digiuno".
Si invita quindi a superare i dissensi ed inimicizie del passato, e a cercare una mutua comprensione e una promozione comune di giustizia sociale, valori morali, pace e libertà.
Il periodo post-conciliare si apre con i testi di Serge de Beaurecueil: Nous avons partagé le pain et le sel (1965) e Prêtre des non chrétiens (1968), nati dall'esperienza dello scrittore in comunità musulmane.
In campo cattolico, è il Pontificio consiglio per il dialogo interreligioso, già Segretariato per il dialogo con i non-cristiani, ad accentrare la riflessione teologica sulle religioni non cristiane e l'islam, tramite i testi Orientamenti per il dialogo islamo-cristiano (1ª edizione 1970; 2ª ed. Riveduta ed ampliata da P. Maurice Borrmans, 1981), Dialogo e missione (1984) e Dialogo e annuncio (1991). L'enciclica Redemptoris Missio, i lavori di teologi cattolici e protestanti, la nascita di istituti di teologia delle religioni testimoniano l'impegno nel posizionamento del cristianesimo verso le altre religioni; ciò non comporta tuttavia uno sforzo specifico verso l'islam.
Strutture ufficiali di incontro e relazione tra cristiani e musulmani sono state create, in un ulteriore passo di istituzionalizzazione del dialogo: gli incontri regolari tra il Consiglio pontificio per il dialogo e gli organismi musulmani internazionali; e gli incontri dello stesso Consiglio con l'Università al-Azhar del Cairo. Ci sono anche scambi regolari di professori tra la Gregoriana e facoltà musulmane di teologia. In molti paesi sono state create delle strutture permanenti di dialogo a livello nazionale (Egitto, Francia, Spagna…).
Resta aperto il problema di una visione cristiana della storia della salvezza che comprenda il ruolo che l'islam si dà.
Il 4 febbraio 2019, ad Abu Dhabi, Papa Francesco e il "Grande Imam di Al-Azhar" Ahmad al-Tayyib hanno sottoscritto il Documento sulla fratellanza umana per la pace mondiale e la convivenza comune. La dichiarazione parte dalla premessa della comune fede che «porta il credente a vedere nell’altro un fratello da sostenere e da amare. Dalla fede in Dio, che ha creato l’universo, le creature e tutti gli esseri umani – uguali per la Sua Misericordia –, il credente è chiamato a esprimere questa fratellanza umana, salvaguardando il creato e tutto l’universo e sostenendo ogni persona, specialmente le più bisognose e povere», accantonando la definizione teologica della fraternità cristiana come propria dei "figli di Dio in Cristo Gesù attraverso il santo battesimo".

Nell'agosto del 2019, a tale iniziativa inter-religiosa è seguita l'istituzione nell'emirato arabo di un Comitato superiore per l’attuazione del documento, del quale fanno parte Mohamed Mahmoud Abdel Salam, consigliere del Grande imam, e Miguel Ángel Ayuso Guixot, presidente del Pontificio consiglio per il dialogo interreligioso, fra gli altri.

## La visione teologica islamica del cristianesimo
L'islam si pone nei confronti del cristianesimo in modo analogo a come questo si pone nei confronti dell'ebraismo. La rivelazione affidata a Maometto serve a correggere gli errori che gli uomini hanno commesso nell'interpretare la rivelazione affidata a Gesù e agli altri profeti prima di lui.
Nel Corano vengono citati tutti i più importanti profeti biblici (Noè, Abramo, Mosè, Gesù, Adamo che nell'islam viene considerato il primo dei profeti), più altri la cui predicazione non è indirizzata al popolo ebraico, o non solo al popolo ebraico. I racconti della vita di costoro corrispondono grosso modo alla narrazione biblica.
Muhammad (volgarmente "Maometto") definisce l'islam come sottomissione totale al Dio unico quale atteggiamento fondamentale del credente. In tal modo, egli collega l'islam alle religioni monoteiste preesistenti, ebraismo e cristianesimo, i cui patriarchi (Adamo, Noé, Abramo, Mosè, Gesù), in quanto timorati e sottomessi a Dio, appaiono "musulmani". In ciò, Muhammad vi si pone in continuità, e intenzionato a ripristinare la religione di Dio in modo adatto al suo popolo ed al suo tempo, come già avevano fatto i patriarchi. L'ebraismo e il cristianesimo, sotto questo profilo, sono musulmani.

Muhammad appare così come ultimo messaggero di Dio, "sigillo dei profeti" venuto a correggere le rivelazioni precedenti.
Il Corano e l'islam, in questo modo, "riconoscono" le religioni che li precedono, ma si concedono di modificarne passaggi fondamentali (quali la morte e resurrezione di Gesù). Il cristianesimo, così come l'ebraismo, è perciò visto dall'islam come rivelazione precedente e "pedagogica" rispetto alla Rivelazione finale.